# Ко чека дочека
Ко чека дочека је  српски ТВ филм из 2002. године. По жанру је комедија, а режирао га је Александар Бошковић

## Улоге
| Глумац              | Улога |
| ------------------- | ----- |
| Драган Бјелогрлић   |       |
| Светислав Гонцић    |       |
| Драган Јовановић    |       |
| Милутин Караџић     |       |
| Слобода Мићаловић   |       |
| Дубравка Мијатовић  |       |
| Сергеј Трифуновић   |       |
| Миленко Заблаћански |       |